# エルネマン

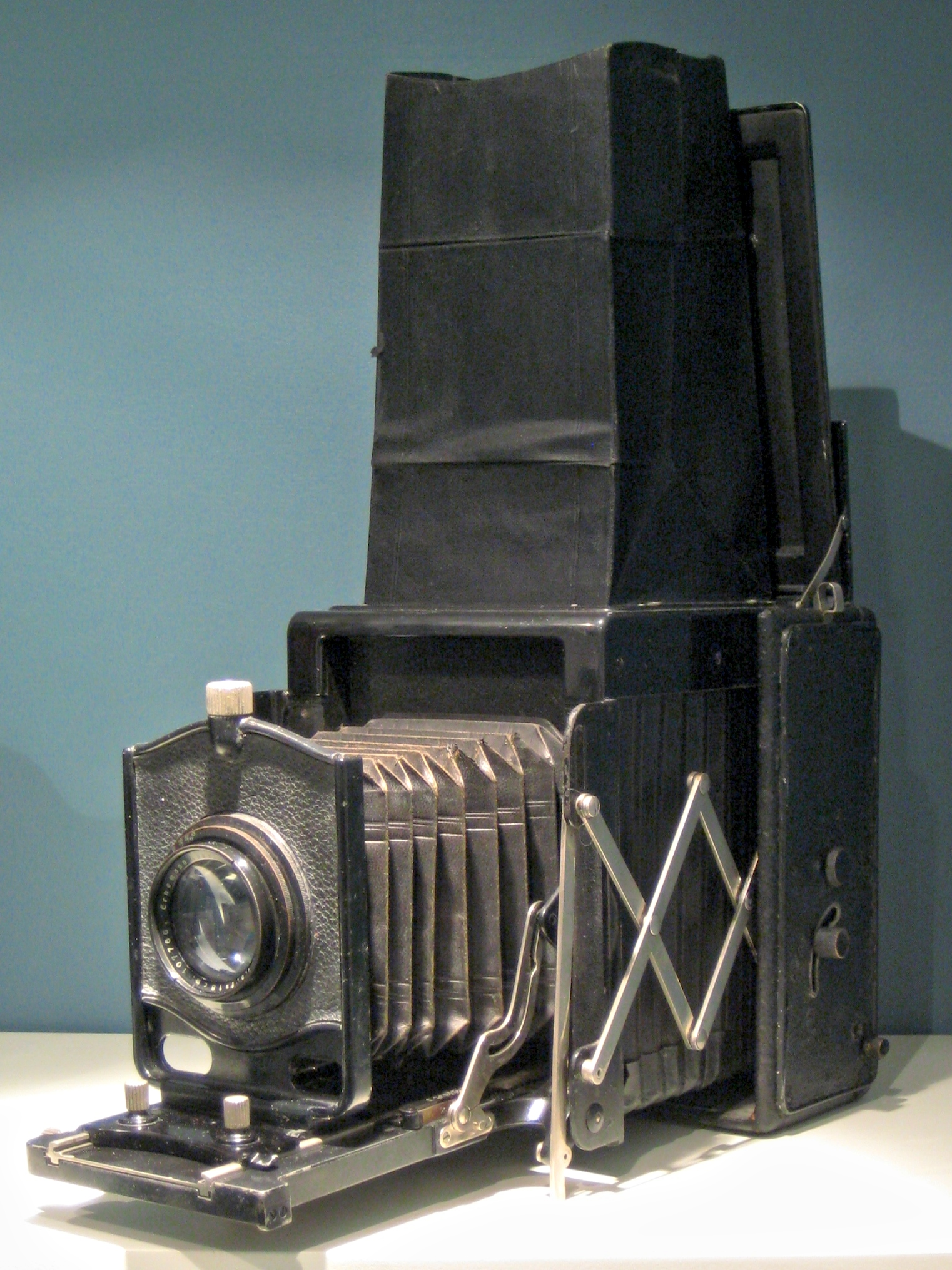
エルノフレックス

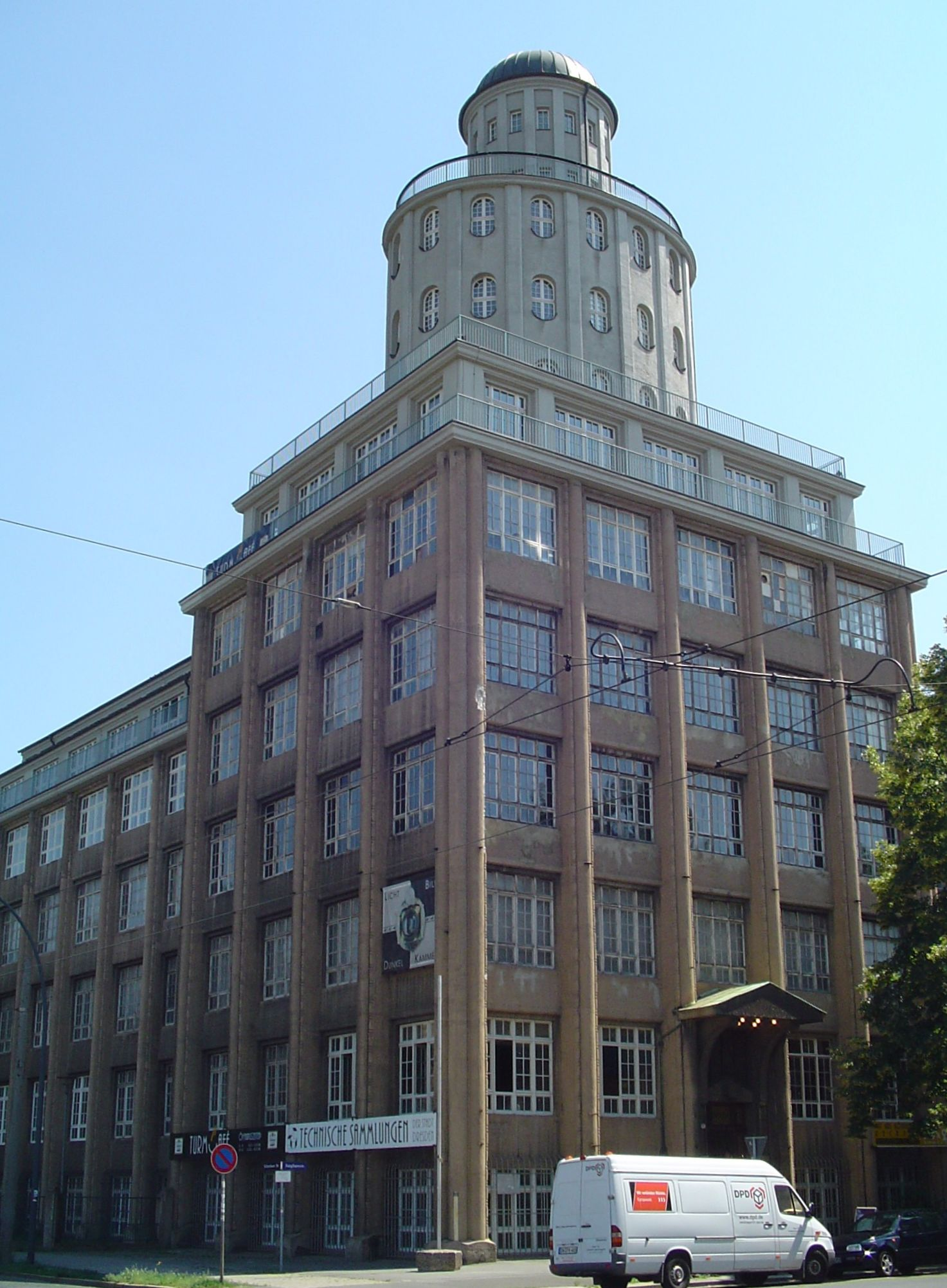
エルネマンタワー

エルネマン (Ernemann) はドイツにかつて存在したカメラメーカー・レンズメーカーである。ツァイス・イコン設立時の母体の一つとなって消滅したが、別会社となっていたプロジェクター部門は現在でも"Ernemann CineTec GmbH"として存在する。

## 歴史
1880年、創業者であるハインリッヒ・エルネマン（Heinrich Ernemann, 1850年 - 1928年）がカメラの販売を始めた。1889年にハインリッヒ・エルネマンとヴィルヘルム・フランツ・マティアス (Wilhelm Franz Matthias) によって"Dresdener photographische Apparate-Fabrik Ernemann & Matthias"としてドレスデンに設立。1897年時点で、従業員180名規模になっていた。1898年にはゲルリッツにあったヘルプスト・フィアルを合併。
1900年、会社を代表するシリーズであるヘーグ (Heag) シリーズ発売。1903年にプロジェクター製造に参入、後に登録商標に取り入れられた。1907年にはレンズ製造に参入した。1909年、従業員600名規模となり、イカの設立への参加を打診されたが、これは実現しなかった。
1920年、ローデンストックからレンズ設計者ルートヴィッヒ・ベルテレが転職。クルップと共同で映画用プロジェクター製造会社"Ernemann-Krupp Kinoapparate"設立。
1923年、ベルテレとアウグスト・クルークハルト (August Klughardt) がエルノスター (Ernostar) 10 cm F2と同12.5 cm F1.8を設計。エルノスターとは「エルネマンの星」の意。エルマノックスやボベッテIIに装着されて夜間の手持ち撮影を可能にした。ドレスデンに工場を新設、本社を移転。
1926年、ツァイス・イコン設立に伴い消滅。ドレスデンの本社社屋はそのままツァイス・イコンの本社社屋、さらにはその後ペンタコンの社屋としても使われ、その塔「エルネマン・タワー」はツァイスの象徴の一つとなった。

## 製品一覧

### ボブシリーズ
ロールフィルムカメラ。

### ボベッテシリーズ
パーフォレーションのない35 mm幅裏紙付きフィルムを使用する。
- ボベッテI (Bobette I) - 4本のタスキで前板を飛び出させ支持する形式。
- ボベッテII (Bobette II) - 前蓋を開いてそこへレールでレンズボードを引き出す形式。

### ヘーグシリーズ
会社名のイニシャルから命名された乾板を使うフォールディングカメラ。シリーズ0からシリーズ16まで存在した。
- ヘーグI (Heag I)
- ヘーグII (Heag II) - 蛇腹が2段伸ばしになっている。
- ヘーグ・ステレオ (Heag Stereo)

### エルマノックスシリーズ
- エルノックス（Ernox, 1924年発売）/エルマノックス (Ermanox) - エルノスター10 cm F2を固定装着、1925年からエルノスター85 mm F1.8に変更された。ピントは目測、ヘリコイド式。フォーカルプレーンシャッターはスリット幅と幕速を変更することで1/20-1/1000秒。アトム判のほか、パックフィルム、127フィルムを使用するロールホルダーが存在する。エーリッヒ・ザロモンが使用した。当初はリジッドボディーであったが後には折畳式になっている。
- エルマノックス・レフレックス（Ermanox Reflex, 1926年発売） - エルマノックスを一眼レフ化したもの。

### リリプトシリーズ
- リリプト (Liliput) - 非常に小型軽量である。アトム判と大名刺判があった。
- リリプトステレオ (Liliput Stereo)

### シンプレックスシリーズ
一眼レフカメラ。

### その他
- フィルムK (Film K) - 一見変哲のないボックスカメラだが、フィルム装填時箱を分割するのでなく片側面を開く形式になっている点が特徴的である。6×9 cm判、8×10 cm（手札）判、ポストカード判、キャビネ判など各フォーマットが存在する。
- ウネッテ (Unette) - 画面サイズ22×33 mmの小型カメラ。小西六（コニカを経て現コニカミノルタ）にてコピーされ「レコードカメラ」として販売された。